# Glipa apicalis
Glipa apicalis es una especie de coleóptero de la familia Mordellidae.

## Distribución geográfica
Habita en Laos y Tailandia.